# アンダーソン・セベリーノ
アンダーソン・セベリーノ（Anderson Severino,  1994年9月17日 - ）は、ドミニカ共和国サントドミンゴ出身のプロ野球選手（投手）。左投左打。現在は、フリーエージェント（FA）。

## 経歴

### プロ入りとヤンキース傘下時代
2013年6月1日にアマチュア・フリーエージェントでニューヨーク・ヤンキースとして契約してプロ入り。
2014年、傘下のルーキー級ドミニカン・サマーリーグ・ヤンキースでプロデビュー。4試合（先発2試合）に登板して防御率3.97、17奪三振を記録した。
2015年はルーキー級ガルフ・コーストリーグ・ヤンキースでプレーし、11試合（先発9試合）に登板して2勝3敗、防御率2.61、32奪三振を記録した。
2016年もルーキー級ガルフ・コーストリーグ・ヤンキースでプレーし、11試合（先発9試合）に登板して1勝2敗、防御率6.29、34奪三振を記録した。
2017年はルーキー級ドミニカン・サマーリーグ・ヤンキース、ルーキー級ガルフ・コーストリーグ・ヤンキース、アパラチアンリーグのルーキー級プラスキ・ヤンキースでプレーし、3球団合計で15試合に登板して3勝1敗、防御率1.59、24奪三振を記録した。
2018年はA級チャールストン・リバードッグスとA+級タンパ・ターポンズでプレーし、2球団合計で30試合に登板して2勝3敗1セーブ、防御率3.74、39奪三振を記録した。
2019年はルーキー級ガルフ・コーストリーグ・ヤンキースとA+級タンパでプレーし、2球団合計で16試合に登板して3勝3敗、防御率4.71、32奪三振を記録した。
2020年は新型コロナウイルスの影響でマイナーリーグの試合が開催されなかったため、公式戦の登板は無かった。オフの11月2日にFAとなった。

### ホワイトソックス時代
2020年11月17日にシカゴ・ホワイトソックスとマイナー契約を結んだ。
2021年は傘下のAA級バーミングハム・バロンズとAAA級シャーロット・ナイツでプレーし、2球団合計で40試合に登板して1勝3敗4セーブ、防御率2.36、53奪三振を記録した。オフの11月4日にメジャー契約を結んで40人枠入りした。
2022年の開幕はAAA級シャーロットで迎えた。4月12日にメジャー初昇格を果たし、14日のシアトル・マリナーズ戦でメジャーデビュー。先発のホセ・ルイーズの後の二番手として登場すると、最初の打者であるアダム・フレイジャーを空振り三振に仕留めた。9月19日にDFAとなり、マイナー契約でチームに残留したが、オフの11月10日にFAとなった。

## 詳細情報

### 背番号
- 62（2022年）